# Guilford (Vermont)
Guilford ist eine Town im Windham County des Bundesstaates Vermont in den Vereinigten Staaten mit 2.120 Einwohnern (laut Volkszählung von 2020).

## Geografie

### Geografische Lage
Guilford liegt im Südosten des Windham Countys, an der Grenze zu Massachusetts, zwischen den Ausläufern des Nordwestrandes der Appalachen und dem Südrand der Green Mountains, am Westufer des Connecticut Rivers. Mehrere kleinere Bäche fließen durch das Gebiet der Town, die die Town im Nordosten und im Süden verlassen. Sie münden alle im Connecticut River. Es gibt mit dem Sweet Pond und dem Weatherhead Hollow Pond zwei kleinere Seen in Guilford. Die höchste Erhebung ist der Gouvenor's Mountain mit 497 m Höhe. Die Hauptsiedlung wird vom Green River durchflossen, über den auch eine Covered Bridge führt.

### Nachbargemeinden
Alle Entfernungen sind als Luftlinien zwischen den offiziellen Koordinaten der Orte aus der Volkszählung 2010 angegeben.
- Norden: Brattleboro, 3,5  km
- Nordosten: Chesterfield, 11,5 km
- Südosten: Hinsdale, 7,5 km
- Süden: Greenfield, 26,5 km
- Südwesten: Halifax, 17,0 km
- Westen: Wilmington, 26,5 km
- Nordwesten: Dover, 25,5 km

### Klima
Die mittlere Durchschnittstemperatur in Guilford liegt zwischen −8 °C (16 °Fahrenheit) im Januar und 18,3 °C (65 °Fahrenheit) im Juli. Die Schneefälle zwischen Oktober und Mai bei einem Spitzenwert im Januar von 43 cm (17 inch) liegen mit rund zwei Metern etwa doppelt so hoch wie die mittlere Schneehöhe in den USA. Die tägliche Sonnenscheindauer liegt am unteren Rand des Wertespektrums der USA.

## Geschichte
Guilford wurde 1754 durch Benning Wentworth und im Jahr 1758 erneut ausgerufen. Es gehörte zu den Bereichen, um die sich die Kolonien Massachusetts und New York stritten; so wurde die erste Ausrufung durch Massachusetts, die zweite durch New York vorgenommen. Die ersten Siedler erreichten das Areal aber erst 1761. Die Spannungen zwischen „Yorkisten“ und „Vermontisten“ – den Siedlergruppen aus den beiden genannten Staaten – führten zu derart starken Unruhen, dass 1783 Ethan Allen von der Verwaltung Vermonts gesandt wurde, den Konflikt unter Einsatz von Soldaten zu beenden. Dieser Vorfall wurde unter dem Stichwort „Guilford War“ bekannt. Die Spannungen endeten aber erst 1791 mit der Ausrufung Vermonts als eigener Staat und dem Beitritt zur Union der Vereinigten Staaten.
Im Jahr 1957 machte Guilford Schlagzeilen, als das Franklin Barbecue stattfand. Als dort im Jahr 1953 ein 80 kg schweres Kalb geboren wurde, entstand der Plan, ein Barbecue zu veranstalten, wenn die Söhne der Familie Franklin aus dem Krieg zurückgekehrt wären. 1957 wurde dann das Barbecue mit mehr als 1400 Besuchern veranstaltet, welches weltweit mediale Aufmerksamkeit erregte.
Auch heute verdienen viele Einwohner ihr Geld in erster Linie durch Landwirtschaft. Zusätzlich dient Guilford als Schlafstadt für Pendler in den nördlichen Nachbarort Brattleboro. Der seit Mitte der 1980er Jahre unternommene Versuch, in Guilford eine Wintersportindustrie aufzubauen ist bisher wenig erfolgreich.

### Religionen
Die sozialen Belange des Ortes werden durch zwei Kirchen (eine katholische Ordenskirche und eine Niederlassung der United Church of Christ) sowie durch eine Historische Gesellschaft bedient. Zusätzlich führt eine Central School bis zur 8. Klasse. Die medizinische Versorgung der Bürger wird durch ein Krankenhaus im nahen Brattleboro sichergestellt.

### Einwohnerentwicklung
| Volkszählungsergebnisse – Town of Guilford, Vermont | Volkszählungsergebnisse – Town of Guilford, Vermont | Volkszählungsergebnisse – Town of Guilford, Vermont | Volkszählungsergebnisse – Town of Guilford, Vermont | Volkszählungsergebnisse – Town of Guilford, Vermont | Volkszählungsergebnisse – Town of Guilford, Vermont | Volkszählungsergebnisse – Town of Guilford, Vermont | Volkszählungsergebnisse – Town of Guilford, Vermont | Volkszählungsergebnisse – Town of Guilford, Vermont | Volkszählungsergebnisse – Town of Guilford, Vermont | Volkszählungsergebnisse – Town of Guilford, Vermont |
| Jahr                                                | 1700                                                | 1710                                                | 1720                                                | 1730                                                | 1740                                                | 1750                                                | 1760                                                | 1770                                                | 1780                                                | 1790                                                |
| --------------------------------------------------- | --------------------------------------------------- | --------------------------------------------------- | --------------------------------------------------- | --------------------------------------------------- | --------------------------------------------------- | --------------------------------------------------- | --------------------------------------------------- | --------------------------------------------------- | --------------------------------------------------- | --------------------------------------------------- |
| Einwohner                                           |                                                     |                                                     |                                                     |                                                     |                                                     |                                                     |                                                     |                                                     |                                                     | 2.432                                               |
| Jahr                                                | 1800                                                | 1810                                                | 1820                                                | 1830                                                | 1840                                                | 1850                                                | 1860                                                | 1870                                                | 1880                                                | 1890                                                |
| Einwohner                                           | 2.256                                               | 1.872                                               | 1.862                                               | 1.760                                               | 1.525                                               | 1.389                                               | 1.291                                               | 1.277                                               | 1.096                                               | 870                                                 |
| Jahr                                                | 1900                                                | 1910                                                | 1920                                                | 1930                                                | 1940                                                | 1950                                                | 1960                                                | 1970                                                | 1980                                                | 1990                                                |
| Einwohner                                           | 782                                                 | 769                                                 | 684                                                 | 663                                                 | 686                                                 | 796                                                 | 823                                                 | 1.108                                               | 1.532                                               | 1.941                                               |
| Jahr                                                | 2000                                                | 2010                                                | 2020                                                | 2030                                                | 2040                                                | 2050                                                | 2060                                                | 2070                                                | 2080                                                | 2090                                                |
| Einwohner                                           | 2.046                                               | 2.121                                               | 2.120                                               |                                                     |                                                     |                                                     |                                                     |                                                     |                                                     |                                                     |

## Wirtschaft und Infrastruktur

### Verkehr
Die Interstate 91 führt in nordsüdlicher Richtung entlang der östlichen Grenze der Town. Ihrem Verlauf folgt der U.S. Highway 5 von Brattleboro im Norden nach Bernadston im Süden. Die nächste Amtrak Station befindet sich in Brattleboro.

### Öffentliche Einrichtungen
In Guilford gibt es kein eigenes Krankenhaus. Das nächstgelegene Krankenhaus ist das Brattleboro Memorial Hospital in Brattleboro.

### Bildung
Guilford gehört zur Windham Southeast Supervisory Union. In Guilford befindet sich die Guilford Central School. Sie bietet Schulbildung vom Kindergarten bis zum Abschluss der sechsten Klasse.

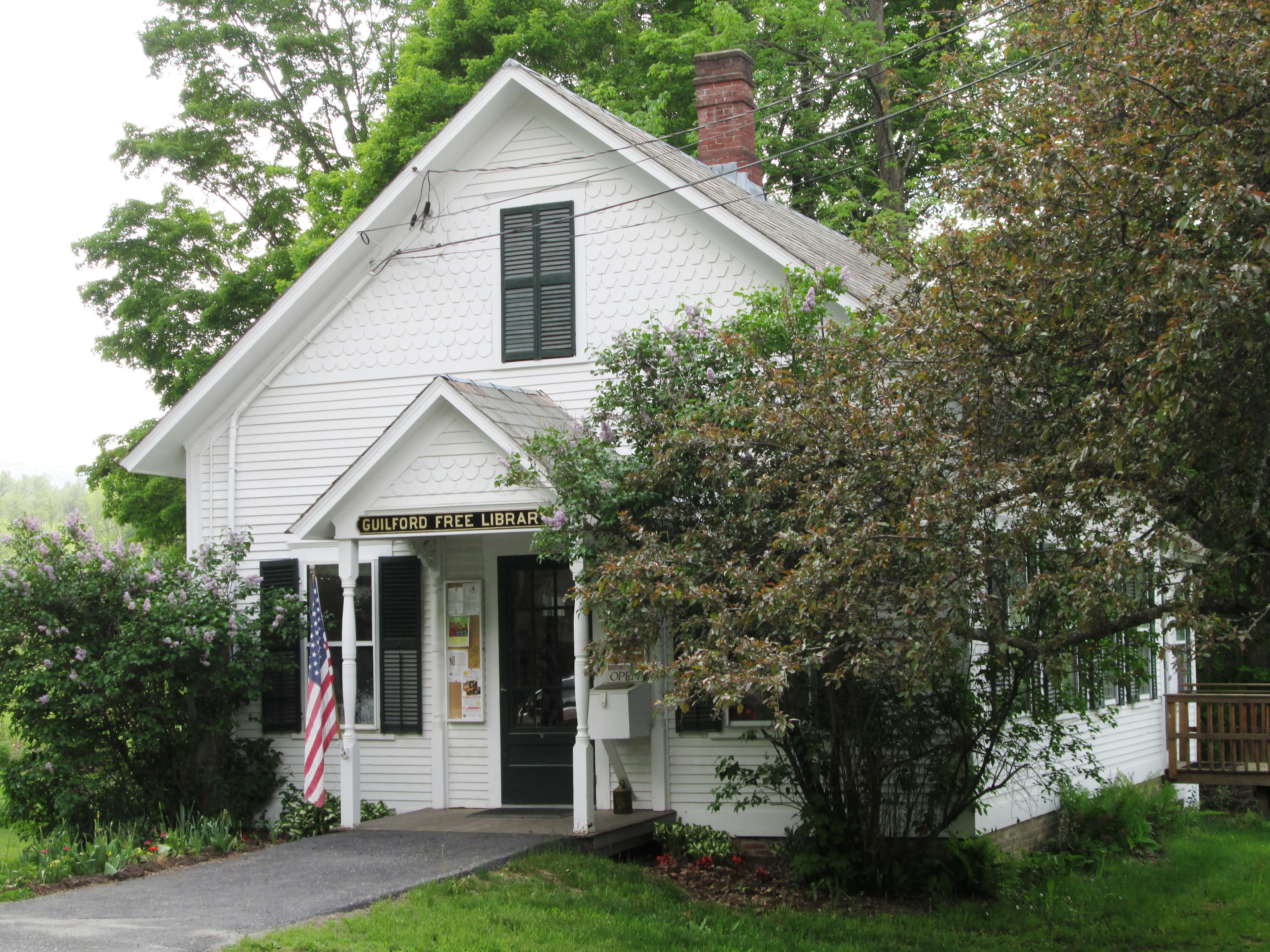
Guilford Free Library

Die Guilford Free Library befindet sich an der Guilford Center Road in Guilford. Sie ist eine der ältesten durchgehend betriebenen, öffentlichen Bibliotheken in Vermont. Sie wurde 1890 gegründet und geht auf den Nachlass von Cynthia King zurück. Die Gemeinde Guilford benutzte ihr Erbe zum Kauf von Büchern. 1891 wurde ein Gebäude für die Bücherei auf dem Land von William Barney gebaut. Die Kosten für das Gebäude betrugen $300. Sie wurde am 2. Juli 1892 eröffnet. Bereits vor dieser Gründung soll es eine kleine private Bücherei von 1790 bis 1815 gegeben haben.

## Persönlichkeiten

### Söhne und Töchter der Stadt
- Charles E. Phelps (1833–1908), Politiker
- Halbert S. Greenleaf (1827–1906), Politiker

### Persönlichkeiten, die vor Ort gewirkt haben
- Adolf Busch (1891–1952), Violinist und Komponist
- Benjamin Carpenter (1725–1804), Politiker und Vizegouverneur von Vermont
- Raphe Malik (1948–2006), Free-Jazz-Trompeter
- Rudolf Serkin (1903–1991), Pianist